# Radiotelevisione svizzera di lingua italiana
La Radiotelevisione svizzera di lingua italiana (RSI) s una empresa suïssa que s'ocupa de la difusió de programes de ràdio i televisió en el territori de la Suïssa italiana. Està constituïda com a filial de la SRG SSR, amb seu en Berna, i es dirigeix als 350.000 habitants del cantó del Ticino, del Cantó dels Grisons, del nord d'Itàlia i als italoparlants que viuen al nord de Suïssa.
Tant la ràdio com la televisió tenen la seva seu administrativa al carrer Canevascini, en Lugano-Besso, mentre que la seu operativa i el centre de producció de la RSI se situa a Comano (5 km al nord de Lugano).
La radiotelevisió suïssa està majorment finançada per la taxa pel servei de recepció (75%) i en menor part per la publicitat, la esponsorización i les activitats comercials (25%).

## Història
La RSI (Radio svizzera di lingua Italiana) es crea en 1936, quan comença les seves primeres emissions de ràdio per al cantó del Ticino i el sud dels Grisons. Les primeres emissions de televisió comencen en 1961 amb l'aparició de la TSI (Televisione svizzera di lingua italiana), vuit anys després dels començaments de la televisió experimental en Zúric i Ginebra. La cadena passa a emetre en color en 1968.
Durant els anys 1970, mentre la televisió a Itàlia vivia encara sota el monopoli de la RAI, la televisió suïssa italiana representava per als llombards i els piemontesos l'única i veritable alternativa. El seu senyal podia ser captada fins a Milà. Diversos personatges importants de la història de la televisió italiana com Corrado, Mina, Enzo Tortora i el fundador de la primera televisió lliure italiana, Telebiella, Peppo Sacchi, han treballat a la RSI.
La RSI llança dues noves cadenes de ràdio temàtica, una cultural, en 1985 (Rete 2), i l'altra orientada al públic juvenil, en 1989 (Rete 3).
En 1997 es crea un segon canal de televisió anomenat TSI 2. Amb aquesta creació, el primer canal de la TSI passa a dir-se TSI 1.
Al desembre de 2005, la RSI comença a transmetre els seus programes en format digital gràcies al sistema DAB en l'autopista del San Gotardo. El 24 de juliol de 2006, a les 12h45, la SSR apaga els emissors analògics de televisió del cantó del Tesino, convertint-se en la primera regió suïssa a rebre la televisió únicament per televisió digital terrestre. La fi del senyal analògic priva de facto a tots els italians del nord a rebre la RSI, amb l'excepció dels quals viuen en zones pròximes a Suïssa, que poden captar d'ara endavant les dues cadenes de la RSI en digital.

## Direcció
| La direcció està composta per: |
| --- |
| - Maurizio Canetta (Director) - Milena Folletti (Responsable Programes i Imatges i suplent del director) - Diana Segantini (Responsable Cultura i membre del Comitè directiu) - Mariapia Bernasconi (Responsable Entreteniment i membre del Comitè directiu) - Enrico Carpani (Responsable Esport i suplent del director) - Reto Ceschi (Responsable Informació i membre del Comitè directiu) - Giuseppe Gallucci (Responsable Finances i Administració i membre del Comitè directiu) |

## Canals
RSI administra en aquest moment tres canals de ràdio i dues de televisió:
- Rete Uno és la cadena de ràdio més escoltada de la Suïssa italiana. És un canal generalista dedicat a un ampli espectre social, fet que es reflecteix en el seu quota de mercat, un 51,1% en el primer semestre de 2006.
- Rete Due és una cadena de radi dedicada a la cultura i compta amb una quota de mercat d'un 6,8%.
- Rete Tre, l'altra cadena de ràdio, es dirigeix sobretot als oïdors més joves, com una cadena orientada a la música. La seva quota de mercat ascendeix a un 13,3%.
- RSI La 1 (anteriorment TSI 1) és una cadena de televisió generalista. La seva quota de mercat ascendeix a un 23,7%.[4]
- RSI La 2 (anteriorment TSI 2) retransmet principalment esdeveniments esportius, i té una quota de mercat del 9,4%.[4]

## Recepció
Al Ticino i als municipis italòfons dels Grisons, així com en les zones frontereres d'Itàlia, es reben tots els programes de ràdio de RSI en VHF. A més, Rete Uno s'emet en VHF en les altres zones de Suïssa, i també és possible la recepció en freqüència d'ona mitjana. La RSI LA1 i la RSI LA2 es reben a la Suïssa italiana en DVB-T, perquè la difusió analògica va finalitzar en 2006. A la Suïssa alemanya i a Romandia només es rep RSI LA1 de forma terrestre en DVB-T.
Tots els canals de la RSI s'emeten també pel satèl·lit Eutelsat Hotbird.